# Gilles Millière
Pour les articles homonymes, voir Millière.
Gilles Millière est un tromboniste français ayant une carrière de soliste international, professeur au Conservatoire national supérieur de musique et de danse de Paris et chef d'orchestre.

## Biographie
Gilles Millière est originaire de Savières dans le département de l'Aube.
Il a tout d'abord débuté dans l'harmonie de son village avant de suivre des cours à l'école nationale de musique de Troyes.
Après ses études au Conservatoire national supérieur de musique de Paris (premiers prix de trombone et de musique de chambre), il a été Premier soliste de l’orchestre de l’Opéra de Paris de 1972 à 1992.
Les quatre prix d’interprétation obtenus aux concours internationaux (Prague, Munich, Genève, Toulon…) lui ont ensuite permis d’accéder à une brillante carrière de soliste. En 1982, à l’âge de 30 ans, Gilles Millière a été nommé professeur au CNSM de Paris, succédant à Gérard Pichaureau.
En 1972 il fonde le « Quatuor de Trombones de Paris » avec Jacques Fourquet, Alain Manfrin, Michel Becquet.
Ces quatre musiciens d'exception ont choisi de servir avec éclat un instrument jusque-là méconnu. Ils ont eu un grand succès et une belle réussite. Cet ensemble a permis de développer le trombone français.
Il est par ailleurs très régulièrement invité pour des classes de maître, aussi bien en France qu’à l’étranger. Gilles Millière est fortement impliqué dans le paysage culturel de la région dont il est originaire et où il assume les fonctions de chef d’orchestre et de directeur artistique de :
- l’Orchestre Symphonique de l’Aube (formation professionnelle)
- l’Orchestre d’harmonie de Troyes (formation semi-professionnelle)
- l'Orchestre aubois des jeunes (formation composée de jeunes instrumentistes issus des conservatoires et des harmonies de la région se réunissant trois fois l'an)

Sa collaboration de longue date avec le facteur d’instruments Antoine Courtois et les moyens mis à sa disposition par cette firme lui ont permis d’élaborer le récent modèle de trombone 410 GM.
En 2002, avec Jean Raffard, Joël Vaïsse et Guillaume Cottet-Dumoulin, il fonde le Quatuor de Trombones Millière.

## Anciens élèves membres de grands orchestres français
- Yves Bauer, trombone basse solo à l'Orchestre national de Lille
- Renaud Bernad, trombone à l'Orchestre philharmonique de Strasbourg
- Patrice Buecher, trombone solo à l'Orchestre philharmonique de Radio France
- Daniel Breszinsky, trombone solo à l'orchestre de l’Opéra de Paris
- Guillaume Cottet-Dumoulin, trombone solo à l'Orchestre de Paris
- Stéphane Dardenne, trombone solo à l’Orchestre Symphonique de Mulhouse
- Frederic Demarle, trombone à l'Orchestre national Bordeaux Aquitaine
- Olivier Devaure, trombone Basse solo à l'Orchestre national de France
- Nicolas Drabik, trombone à l'Orchestre de Paris
- Matthieu Dubray, trombone à l'Orchestre national d'Île-de-France
- Bruno Flahou, trombone solo à l'orchestre de l’Opéra de Paris
- Nicolas Lapierre, trombone solo à l'orchestre de l'Opéra de Rouen Haute Normandie
- Sebastien Larrère, trombone à l'Orchestre national de France
- Raphaël Lemaire, trombone basse à l'Orchestre philharmonique de Radio France
- David Locqueneux, trombone solo à l'Orchestre national du Capitole de Toulouse
- Julien Lucchi, trombone à l'Orchestre philharmonique de Marseille
- Nicolas Moutier, trombone solo à l'Orchestre philharmonique de Strasbourg, membre du Feeling Brass Quintet
- Jean Raffard, trombone solo à l'orchestre de l’Opéra de Paris
- Romain Simon, trombone solo à l'Orchestre national de Lille
- Philippe Spannagel, trombone co-soliste de l’Orchestre Symphonique de Mulhouse
- Matthieu Turbe, trombone à l'Orchestre philharmonique de Nice
- Joël Vaïsse, trombone solo à l'Orchestre national de France
- Nicolas Vallade, trombone solo à l'orchestre de l’Opéra de Paris

## Écrit et compositions
- 10 ans avec le trombone, Gilles Millière et al., coll. « 10 ans avec », Cité de la musique, IPMC, 1994 (OCLC 971870255)
- Étude à trois : 3 trombones, Paris, Feeling Music Edition, 2010
- 15 études divertissantes et progressives : pour trombone, Combre, 2007 (OCLC 496791459)
- Exercices sur deux octaves : du fa grave au fa aigu, pour trombone, Paris, A. Leduc , 1988 (OCLC 800941836)